# فوسفيد النحاس الأحادي
فوسفيد النحاس الأحادي هو مركب كيميائي لاعضوي صيغته Cu3P، ويوجد على هيئة صلب رمادي مصفر.

## التحضير
يحضر هذا المركب في فرن عاكس أو بوتقة من تفاعل الفوسفور الأحمر مع مادة غنية بالنحاس، كما يمكن تحضيره بأسلوب كيميائي ضوئي من تعريض هيبوفوسفيت النحاس للأشعة فوق البنفسجية. أو من اختزال فوسفات النحاس الثنائي بفلز الألومنيوم.

## الخواص
للمركب بنية بلورية تشبه بنية زرنيخيد الصوديوم، وهي بنية سداسية لها رمز بيرسون hP24.